# Steve Hofmeyr
Pour les articles homonymes, voir Hofmeyr.
Steve Hofmeyr (né le 29 août 1964 à Pretoria) est un chanteur, compositeur et acteur sud-africain.

## Biographie

### Origine
L'arrière-arrière grand père de Steve Hofmeyr est Louis Botha, premier premier ministre d'Afrique du Sud duquel il descend par sa fille Helen de Waal née Botha (1888-1974).
Steve Hofmeyr est le fils de Stephanus Johannes Hofmeyr (1941-1987) lui-même issu du mariage de Stephanus Johannes Hofmeyr (1906-1944) et de Magdalena Catharina de Waal (1912-1977). Cette dernière était la fille de Helen Botha et de son mari Daniel de Waal (1873-1938).

### Carrière
Après avoir obtenu son diplôme de fin d'études secondaires au Grey Collège de Bloemfontein en 1982, il s'inscrit à la Pretoria Technikon, une école d'art dramatique de la capitale sud-africaine. 

Il y est diplômé en 1986 et obtient la même année son premier rôle dans une série télévisée diffusée sur la chaîne à péage M-Net : Agter Elke Man. 
En 1988, il interrompt momentanément sa carrière d'acteur pour se consacrer à l'une de ses passions : la musique. 

En 1989 sort son premier album : Desertbound. Celui-ci est suivi l'année suivante d'un nouvel opus, baptisé Only me, avant la sortie en 1991 de l'album Steve.
En 1992, Steve Hofmeyer revient à sa carrière d'acteur, interprétant le rôle de Doug Durand dans le soap opera Egoli: Place of Gold. 

Il fait la connaissance de l'actrice Natasha Sutherland sur l'un des plateaux de tournage : quelques mois plus tard, celle-ci devient officiellement son épouse. 

De leur union naissent deux fils, Sébastien, lequel vient au monde le 13 décembre 2001, et Benjamin, né l'année suivante. 

En novembre 2008, au terme de problèmes conjugaux révélés par la presse sud-africaine, le couple annonce son divorce.
De 1992 à 2001, Steve Hofmeyer mène de front une carrière d'acteur et de chanteur. 

Tout en conservant son rôle dans la série Egoli: Place of Gold, il sort pas moins de neuf albums au cours de cette période. En 1997, il interprète You Don’t Bring Me Flowers en duo avec la chanteuse belge Dana Winner. Une version en néerlandais est enregistrée : elle est classée seconde au « Top 100 » belge, marquant le début d'une certaine reconnaissance de l'artiste dans les pays du Benelux. 
En 2001, il décide de cesser le tournage d'Egoli: Place of Gold afin de préparer une grande tournée en Afrique du Sud. Reprenant entre autres l'un des succès de Neil Diamond, « Beautiful Noise », il entame une série de 224 concerts aux quatre coins du pays.
Cinq ans et cinq nouveaux albums plus tard, Steve Hofmeyer est engagé par la chaîne de télévision privée Kyk-NET pour présenter un show télévisé matinal Dis Hoe Dit Is Met Steve (C'est comme ça avec Steve en afrikaans). 

L'année suivante, en 2007, il entame un bref rôle dans la série à succès Sewende Laan, interprétant un directeur de journal nommé Brandt van den Bergh.
Engagé dans la défense de la culture afrikaans depuis de nombreuses années, il assiste le 9 avril 2010 à Ventersdorp au service religieux pour les funérailles d'Eugène Terre'Blanche, assassiné quelques jours plus tôt par deux de ses ouvriers agricoles. Au cours de la cérémonie funèbre, il prononce un discours dans lequel il déclare que la mort de Terre'Blanche est pour lui une pilule amère à avaler. Affirmant que dans la culture traditionnelle afrikaans, il n'existe pas de chansons insultant les autres nations, il met en cause Julius Malema, le chef de la ligue de jeunesse de l'ANC qui avait à plusieurs reprises repris dans ses meetings une vieille chanson des années de lutte de l'ANC contre l'apartheid et qui appelait à tuer les Boers. Il prend aussi à partie les médias internationaux, accourus selon lui à Ventersdorp au lendemain de la mort de Terre'Blanche pour seulement espérer pouvoir démontrer que la nation Afrikaner était oppressive et assoiffée de sang. 
Steve Hofmeyer est l'auteur de deux ouvrages, Jêmbekseep, paru en 2007, et Mense van my asem, son autobiographie, publiée en octobre 2008. Il y confirme notamment son goût de la lecture et de la poésie.

## Discographie

### Albums
- Desertbound (1989)
- Only Me (1990)
- Steve (1991)
- Tribute (1993)
- The Hits / Die Treffers (1994)
- Tribute 2 (1994)
- Decade (1996)
- True To You (1997)
- Southern Cross (1999)
- Beautiful Noise (2000)
- Greatest Hits 2 (2000)
- Engele om ons (2002)
- Toeka (2003)
- Toeka 2 (2004)
- Grootste Platinum Treffers (2005)
- Laaities & Ladies (2006)

### Singles
- Die Bloubul Song (1997)
- Close To You  (1997)

### DVD
- Grootste Platinum Treffers
- A Beautiful Noise on a Hot Summers Night
- Toeka: Nag van die Legendes

### Documents multimédias
- Ons is Afrika - avec Andries Hendrik Potgieter

## Filmographie
- Kampus (1986)
- Agter Elke Man (1990), réalisé par Franz Marx
- No Hero (1992)
- Die Gevaar Van De AAR (1993)
- A Case of Murder (2004), réalisé par Clive Morris, avec Candice Hillebrand, Gideon Emery, Anthony Fridjhon.
- Bakgat 2 (2010), réalisé par Henk Pretorius.
- Platteland (2011), réalisé par Sean Else, avec Bok van Blerk, Lianie May et Karlien van Jaarsveld.
- Pretville (2012), réalisé par Linda Korsten, avec Marlee van der Merwe, Eugene Jensen
- Treurgrond (2015), réalisé par Darrel Roodt, avec Jana Strydom et Deon Coetzee